# Guerra de Tacky
La Guerra de Tacky (Tacky's War o Tacky's Rebellion) fou un aixecament d'esclaus afroamericans que va passar a Jamaica durant els mesos de maig a juliol de 1760. Aquesta fou la rebel·lió d'esclaus més important del Carib entre la Insurrecció dels esclaus de St. John de 1733 i la Revolució haitiana de 1790.

## Història de la Revolta
Tacky, un coromantí (d'origen fanti, a l'actual Ghana) va liderar als esclaus a la Guerra de Tacky. Ell havia estat un cap a la seva terra d'origen abans de ser esclavitzat. La revolta va començar a la Parròquia de St. Mary quan ell i un grup d'esclaus que l'ajudaven, la majoria coromantisn, van fugir cap a l'interior de l'illa. Després ells van atacar diverses plantacions i van matar diversos propietaris blancs. El seu pla era acabar amb el domini de l'Imperi Britànic de Jamaica i establir-hi un regne africà. Però un esclau d'una plantació controlada pels rebels va escapar i va informar les autoritats del seu pla. Després de la mobilització de l'exèrcit colonial britànic i d'aliats cimarrons jamaicans armats, molts dels rebels van retornar a les seves plantacions.
Alguns esclaus revoltats liderats per Tacky van continuar lluitant, però quan aquest va ser mort per un tirador cimarrón, els últims revoltats es van suïcidar abans de ser capturats. Com moltes altres revoltes d'esclaus, la Rebel·lió de Tacky fou ràpidament sufocada per les autoritats colonials. De totes maneres, aquesta va provocar el desordre a tota l'illa i les autoritats britàniques van trigar diverses setmanes a restablir l'ordre.